# 낸시 레이건
낸시 데이비스 레이건(영어: Nancy Davis Reagan, 1921년 7월 6일 ~ 2016년 3월 6일)은 미국의 배우이며 제40대 대통령인 로널드 레이건의 영부인이다.

## 생애
뉴욕에서 태어났으며, 스미스 대학교를 나왔다. 배우가 꿈이었던 그는 뉴욕과 로스앤젤레스 등지에서 연극과 영화에 출연하였으며, 할리우드에서 이름이 꽤 알려지게 되었다. 연기 활동을 하며, 여러 배우들과 만났으나 결국 1952년 로널드 레이건의 두 번째 부인으로 결혼하였다. 1957년 남편 로널드 레이건과 함께 마지막으로 영화에 출연하였고, 같은 해를 기하여 부군 로널드와 함께 배우 분야에서 은퇴하였으며 그 후 남편은 캘리포니아주에서 유력한 정치인으로 활동하게 되면서, 그도 정치활동을 내조하였고, 1967년부터 남편이 캘리포니아주 주지사로 재직하면서 주지사 부인으로서 활발한 활동을 하였다.
1980년 남편이 대통령에 당선되어, 1981년부터 백악관에서 지냈다. 1989년 남편의 퇴임과 함께 캘리포니아주로 돌아갔으며, 남편이 알츠하이머로 투병생활을 하게 되면서 그를 정성껏 간호하며, 남편의 대변인 역할을 하였다. 그는 1996년 공화당 전당대회에서 남편을 대신하여 연설을 하였다. 2004년 남편의 사망 이후엔 언론에 노출되지 않으며 조용히 생활하다 2016년 3월 6일 향년 94세로 사망하였다.